# TV6 (Polonia)
TV6 è una rete televisiva generalista polacca gestita e di proprietà di Cyfrowy Polsat che trasmette in lingua polacca.